# Congreso de La Haya de 1872

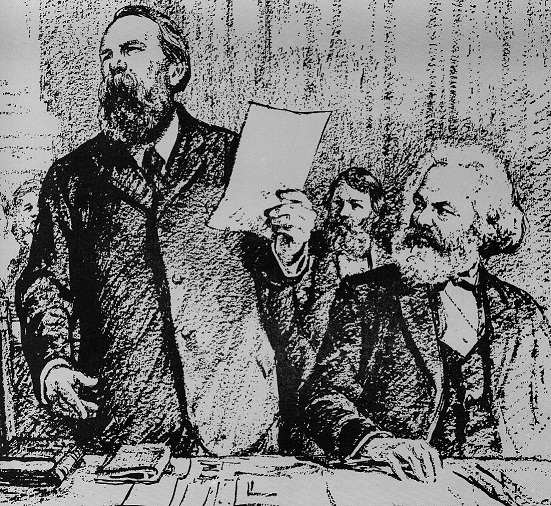
Friedrich Engels y Karl Marx en el Congreso de La Haya.

El Congreso de La Haya de 1872 fue un Congreso de la Asociación Internacional de Trabajadores (AIT) celebrado en La Haya entre el 2 al 7 de septiembre de 1872. Asistieron 65 delegados de 15 organizaciones «regionales». En él se produjo la ruptura entre marxistas y bakuninistas. Estos últimos celebraron una semana después un Congreso en Saint-Imier (Suiza) donde formaron su propia Internacional.

## Desarrollo

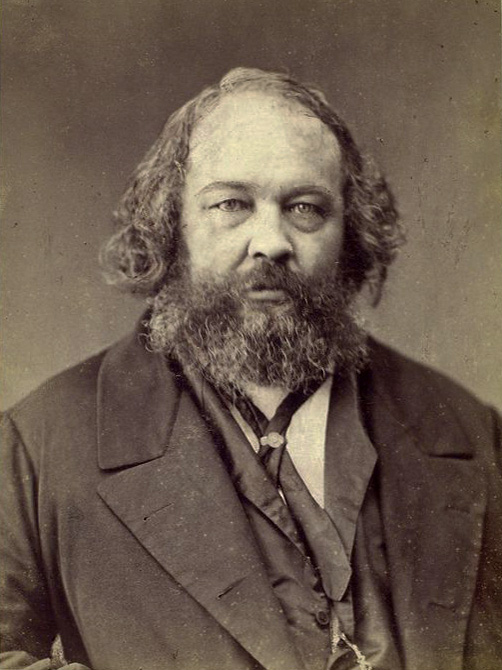
Mijail Bakunin.

En representación de la Federación Regional Española acudieron a La Haya cuatro delegados, todos ellos bakuninistas —Farga Pellicer, Morago, N. Alonso Marselau (un antiguo religioso republicano que acabaría en las filas del carlismo) y Alerini (un refugiado de la Comuna de París)—. En representación de la marxista Nueva Federación Madrileña fueron a La Haya Paul Lafargue —que ya no volvería a España— y el director del periódico La Emancipación, José Mesa.
Como ha señalado Josep Termes, «el Congreso se celebró en un ambiente cargado de tensión, enfrentadas abiertamente las dos fracciones más importantes: la autoritaria [marxista] y la federalista [anarquista]». El primer incidente se produjo con motivo del rechazo de la propuesta de las delegaciones de la Federación española, la Federación belga y la Federación del Jura de que se votase por federaciones. Esto motivó que los delegados españoles y los del Jura declararan «que no tomarían parte en ninguna votación y asistirían a las sesiones para protestar en contra de la maniobra de la mayoría».
En el Congreso se ratificaron por amplia mayoría —29 votos a favor, 5 en contra y 8 abstenciones— las tesis marxistas aprobadas en los anteriores congresos relativas a «la constitución del proletariado en partido político» y a la conexión entre la lucha económica y la lucha política. El delegado bakuninista James Guillaume opinó: «la mayoría quiere la conquista del poder político; la minoría quiere la destrucción del poder político...».
Se nombró una comisión de cinco miembros para que propusiera un dictamen sobre la cuestión de la Alianza Internacional de la Democracia Socialista de Bakunin, formalmente disuelta pero que el Consejo General consideraba que seguía funcionando en el seno de la Internacional. La comisión propuso expulsar a Bakunin y a Guillaume, y respecto a los cuatro delegados españoles, «atendiéndose a sus formales declaraciones de que no forman parte de la Alianza» propusieron su absolución. El dictamen fue ratificado por el Congreso lo que provocó que algunos delegados —los cuatro delegados españoles, cinco belgas, dos holandeses, un norteamericano y dos miembros de la Federación del Jura— firmaran una declaración mostrando su disconformidad que fue leída por el delegado de la sección de La Haya. En la declaración «se señalaba que seguirían manteniendo relaciones administrativas con el Consejo General, pero que al mismo tiempo establecerían relaciones directas con todas las Federaciones Regionales; se comprometían a mantener la autonomía de las federaciones en caso de que el Consejo General intentase dirigirlas; que decidían regirse por los estatutos aprobados en el congreso de Ginebra, sin aceptar las modificaciones posteriores».
Los discrepantes decidieron reunirse en Saint-Imier (Suiza]) para celebrar un Congreso aparte —al que asistieron quince delegados, entre ellos los cuatro españoles, Bakunin, Guillaume, Giuseppe Fanelli, Errico Malatesta, Cafiero y Costa— en el que rechazaron la expulsión de Bakunin y de Guillaume, no reconocieron al Consejo General nombrado en La Haya y aprobaron una resolución que recogía las tesis bakuninistas y que contradecía la política defendida por la Internacional al insistir en que «la destrucción de todo poder político es el primer deber del proletariado…» «Todo poder político pretendidamente provisional y revolucionario… no puede ser más que un engaño». De esta forma nació la Internacional de Saint-Imier, consumándose así la escisión bakuninista de la Primera Internacional.